# Котячий (ручей)
Котячий — ручей, правый приток реки Уж, протекающий по Коростенскому району (Житомирская область).

## География
Длина — 4 км.
Берёт начало севернее села Журавлинка. Река течёт на север. Впадает в реку Уж южнее села Рассоховское.
Пойма занята болотами, лесами.
Населённые пункты на реке (от истока к устью):
1. Рассоховское